# Чорний пенні

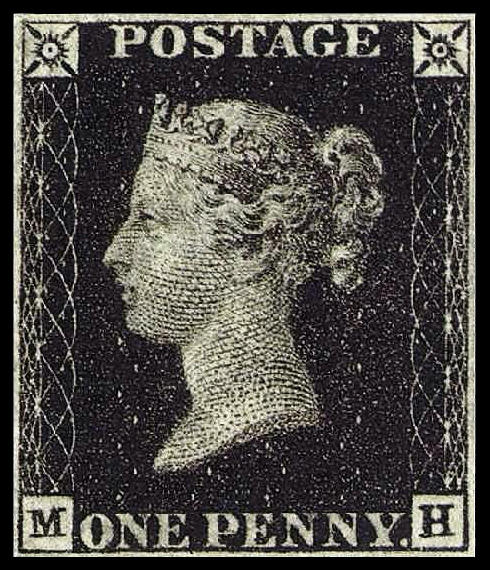
Чорний пенні

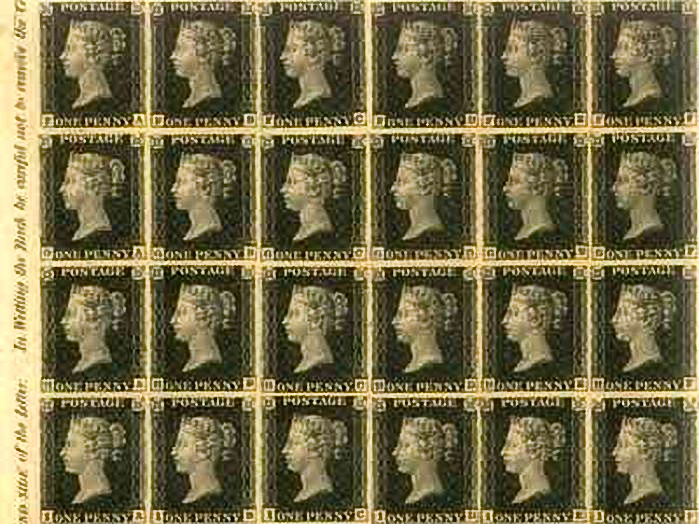
Аркуш з марками «Чорний пенні». На сьогодні одна така марка оцінюється: зі штампом — £275—375, без — £6500—8500.

«Чо́рний пе́нні» (англ. Penny Black) — перша в історії поштова марка. Виконана в чорному кольорі, містить зображення королеви Вікторії і має номінал в 1 пенні (звідси й назва). Перші наклади марки були випущені 1 травня 1840 року, для офіційного використання з 6 травня того ж року.
Поява перших поштових марок, а також штемпельних конвертів була обумовлена запровадженням однакового дешевого тарифу на листи і пов'язана з ім'ям Роуленда Гілла (англ. Rowland Hill; 1795–1879).
Усі лондонські поштові відділення отримали офіційні випуски нових марок у травні, але інші відділення пошти Сполученого Королівства ще деякий час приймали оплату поштових послуг готівкою.

## Раритетність
«Чорний пенні» не є рідкісною маркою. Її загальний наклад налічував 286 700 аркушів, що містили 68 808 000 марок і численна кількість цього накладу збереглась. Головним чином, тому що конверти майже не використовувались, а листи складались і запечатувались печатками, залишаючи адресу і марки на лицьовій стороні. Якщо лист зберігали, то одночасно зберігалися і марки, що були наклеєні на нього.
Однак, відомі цілісні аркуші «Чорної пенні» знаходяться лише у власності Британського поштового музею.

## Цікаво
Унікальна марка «Чорний пенні» знаходиться в колекції жителя Краматорська, що на Донеччині

## Інтернет-ресурси
- The digitised R.M. Phillips Collection of Victorian philately
- The 1840 Penny Black at the American National Postal Museum
- These stamps are the legends of the hobby Linns.com Refresher Courses